# .fy
Le domaine .fy est le domaine de premier niveau fictif provenant de la Frise, aux Pays-Bas. Le 1er avril 2006, la Domeinnammeregistraasje Friesland Fondation Internet (SIDF) a lancé ce domaine de premier niveau avec la collaboration de plusieurs fournisseurs de services Internet néerlandais ainsi que la participation de la station Radio Veronica. Omrop Fryslân a réalisé un site fictif, www.sidf.fy, dans le but de faire un poisson d'avril.
Le code « fy » est le code ISO 639-1 de la langue frisonne occidentale.
En général, les sites en langue frisonne occidentale appartiennent à un domaine .nl, .com, .net ou .org (il existe aussi le TLD .frl uniquement pour cette communauté).